# Kommuner på Færøerne
De Færøske kommuner (færøsk: kommunur) er administrative enheder på Færøerne. Øgruppen er inddelt i 29 kommuner efter at Húsa kommuna blev sammenlagt med Klaksvikar kommuna 1. januar 2017. Hver kommune har en valgt kommunalbestyrelse (eller byråd). Ved siden af disse kommuner vælger man på Færøerne Lagtinget og repræsentanter til Folketinget. Kommunerne dækker til sammen ca. 120 byer og bygder, og omkring halvdelen af befolkningen bor i hovedstadskommunen, Tórshavn Kommune.
Kommunerne har som udgangspunkt ansvar for en række offentlige ydelser, så som børnehaver, primær sundhed, arealplanlægning og tekniske tjenester. Mellemkommunalt samarbejde er udbredt på de fleste ydelsesområder, eftersom kommunerne er forholdsvist små. Tendenser som centralisering, øgede forventninger til offentlige ydelser og en aldrende befolkning i udkanten har aktualiseret spørgsmålet om kommunesammenlægninger.
Kommunerne er fra 2013 underlagt det færøske socialministerium.

## Struktur
Tórshavn fik kommunalt selvstyre i 1866, og blev Færøernes første kommune. I 1872 blev hele øgruppen inddelt i kommuner, med udgangspunkt i prestegjeldene. I begyndelsen byggede man stort set på den kirkelige inddeling, og kommunernes navne indeholdte betegnelsen sókn, "sogn". Kommunernes navne følger et genitivmønster.
Frem til midten af 1900-tallet blev en række nye kommuner udskilt. På Sandoy skete den seneste ændring i strukturen i 1930. Den hidtil sidste kommune som er blevet udskilt, var Argir i 1978. Argir blev indlemmet i Tórshavn igen i 1997. De hidtil sidste ændringer i kommunestrukturen skete i 2009, da Gøta og Leirvík gik sammen i Eysturkommuna, Miðvágur og Sandavágur gik sammen i Vágar, Svínoy gik ind i Klaksvík, mens Funningur gik ind i Runavík.
Siden begyndelsen af 1990erne har flere regeringer haft som mål at reducere antallet af kommuner, for at kunne uddelegere flere opgaver. I slutningen af 1990erne nedsatte regeringen en kommission, som afleverede sin udredning og anbefaling i 1998. Kommissionen anbefalede et mindstekrav på 2.000 indbyggere for at kunne bestå som sin egen kommune. Der er politisk konsensus om at processen skal ske efter ønske fra befolkningen.

## Ældreområdet lagt ud til kommunerne
Selv om den ønskede kommunesammenlægning ikke blev gennemført, så blev ældreområdet alligevel lagt ud til kommunerne, det skete pr. 1. januar 2015. Her blev en ny struktur gennemført med eller uden kommunernes samtykke. Færøerne blev opdelt i 8 regioner, som varetager ældreområdet. Kommunerne består dog og skal samarbejde omkring ældreområdet gennem de otte nye administrationer. De otte ældre-regioner og de færøske navne på de nye ældre-omsorgs-organer er disse:
- Kommunurnar í Norðoyggjum - Norðoyar Bú- og Heimatænasta
- Runavíkar, Nes og Sjóvar kommuner - Økistænastuni Roðin[7]
- Eysturkommune og Fuglafjarðar kommune - Heimatænastan Nánd[8]
- Sørvágs og Vága kommuner - Heimatænastan í Vágum
- Vestmanna, Eiðis, Kvívíkar og Sunda kommuner - Heimatænastan í VEKS
- Kommunerne i Sandoy og Skúvoy - Økistænastan í Sandoyar Sýslu
- Kommunerne i Suðuroy - Bú- og Heimatænastan í Suðuroy
- Tórshavnar kommune - Heilsu- og umsorganartænastan[9]

Ordet "Heimatænastan" kan oversættes til Hjemmetjenesten. Bú- og Heimatænasta betyder Bo- og Hjemmetjeneste. Økistænastan kan oversættes til Regionstjenesten.

## Administration
Kommunerne ledes af et folkevalgt by- eller bygderåd, på færøsk bý- eller bygdarráð. Kommunestyret vælger en borgmester, på færøsk borgarstjóri, for fire år. Eftersom færøske valg er personvalg, er borgmesteren sædvanligvis den som fik flest personstemmer i seneste valg. Kandidaten med næstflest stemmer bliver viceborgmester. Skønt mange lokalpolitikere er partimedlemmer, er partipolitiske lister sjældne ved kommunalvalg udenfor Tórshavn og Klaksvík. Kommmunalbestyrelser på Færøerne har få medlemmer sammenlignet med kommuner på tilsvarende størrelse i Norge og Sverige.
Kommunens administration ledes af en kommunustjóri eller kommunuskrivari, «kommunaldirektør» eller «kommunalsekretær». Kommunaldirektøren er en offentlig tjenestemand ligesom i resten af Danmark.
Alle kommunerne er fra 1. januar 2014 organiserede i en fælles arbejdsgiverorganisation, Kommunufelagið.

## Kommunerne
| Navn                 | Adm.center   | Kort | Oprettet | Indbyggere | Areal i km² | Region         | Øer                              | Byer |
| -------------------- | ------------ | ---- | -------- | ---------- | ----------- | -------------- | -------------------------------- | --- |
| Eiðis kommuna        | Eiði         |      | 1892     | 666        | 37          | Eysturoy       | Eysturoy                         | Eiði, Ljósá |
| Eysturkommuna        | Norðragøta   |      | 2009     | 1930       | 42          | Eysturoy       | Eysturoy                         | Norðragøta - Gøtueiði, Gøtugjógv, Syðrugøta, Leirvík |
| Fámjins kommuna      | Fámjin       |      | 1908     | 106        | 13          | Suðuroy        | Suðuroy                          | Fámjin |
| Fuglafjarðar kommuna | Fuglafjørður |      | 1918     | 1517       | 23          | Eysturoy       | Eysturoy                         | Fuglafjørður, Hellur |
| Fugloyar kommuna     | Hattarvík    |      | 1932     | 37         | 11,2        | Norðoyar       | Fugloy                           | Hattarvík, Kirkja |
| Hovs kommuna         | Hov          |      | 1920     | 118        | 10          | Suðuroy        | Suðuroy                          | Hov |
| Húsavíkar kommuna    | Húsavík      |      | 1930     | 123        | 26          | Sandoy         | Sandoy                           | Húsavík - Dalur, Skarvanes |
| Hvalbiar kommuna     | Hvalba       |      | 1878     | 709        | 40          | Suðuroy        | Suðuroy og Lítla Dímun           | Hvalba, Sandvík |
| Hvannasunds kommuna  | Hvannasund   |      | 1950     | 412        | 33          | Norðoyar       | Viðoy og Borðoy                  | Hvannasund - Depil, Múli, Norðdepil, Norðtoftir |
| Klaksvíkar kommuna   | Klaksvík     |      | 1908     | 4867       | 99,4        | Norðoyar       | Borðoy, Kalsoy og Svínoy         | Klaksvík - Ánir, Árnafjørður, Mikladalur, Norðoyri, Strond, Svínoy bygd,Trøllanes                                                                                  |
| Kunoyar kommuna      | Kunoy        |      | 1931     | 135        | 35,5        | Norðoyar       | Kunoy                            | Kunoy bygd, Haraldssund |
| Kvívíkar kommuna     | Kvívík       |      | 1913     | 578        | 49          | Norðurstreymoy | Streymoy                         | Kvívík - Leynar, Skælingur, Stykkið |
| Nes kommuna          | Nes          |      | 1967     | 1236       | 14          | Eysturoy       | Eysturoy                         | Toftir - Nes, Eysturoy, Saltnes |
| Porkeris kommuna     | Porkeri      |      | 1908     | 320        | 14          | Suðuroy        | Suðuroy                          | Porkeri |
| Runavíkar kommuna    | Runavík      |      | 1967     | 3778       | 47          | Eysturoy       | Eysturoy                         | Runavík - Elduvík, Funningsfjørður, Funningur Glyvrar, Lambareiði, Lamba, Oyndarfjørður, Rituvík, Saltangará, Skálafjørður, Skáli, Skipanes, Søldarfjørður, Æðuvík |
| Sands kommuna        | Sandur       |      | 1930     | 520        | 48          | Sandoy         | Sandoy                           | Sandur |
| Sjóvar kommuna       | Strendur     |      | 1896     | 943        | 33          | Eysturoy       | Eysturoy                         | Innan Glyvur, Kolbanargjógv, Morskranes, Selatrað, Strendur |
| Skálavíkar kommuna   | Skálavík     |      | 1930     | 151        | 29          | Sandoy         | Sandoy                           | Skálavík |
| Skopunar kommuna     | Skopun       |      | 1930     | 470        | 9           | Sandoy         | Sandoy                           | Skopun |
| Skúvoyar kommuna     | Skúvoy       |      | 1930     | 45         | 13          | Sandoy         | Skúvoy og Stóra Dímun            | Skúvoy bygd og Dímun gård |
| Sumbiar kommuna      | Sumba        |      | 1908     | 365        | 25          | Suðuroy        | Suðuroy                          | Akraberg, Akrar, Lopra, Sumba, Víkarbyrgi |
| Sunda kommuna        | Norðskáli    |      | 1944     | 1637       | 158         | Norðurstreymoy | Eysturoy og Streymoy             | Gjógv, Norðskáli, Haldarsvík, Hósvík, Hvalvík, Langasandur, Nesvík, Oyrarbakki, Oyri, Saksun, Streymnes, Tjørnuvík                                                 |
| Sørvágs kommuna      | Sørvágur     |      | 1915     | 1097       | 84          | Vágar          | Vágar                            | Sørvágur - Bøur, Gásadalur, Mykines |
| Tórshavnar kommuna   | Tórshavn     |      | 1866     | 19827      | 214         | Suðurstreymoy  | Streymoy, Hestur, Koltur, Nólsoy | Tórshavn - Argir, Hestur, Hoyvík, Hvítanes, Kirkjubøur, Kaldbak, Kollafjørður, Koltur, Norðradalur, Nólsoy, Syðradalur (Streymoy), Velbastaður                     |
| Tvøroyrar kommuna    | Tvøroyri     |      | 1879     | 1754       | 43          | Suðuroy        | Suðuroy                          | Tvøroyri - Froðba, Trongisvágur, Øravík |
| Vága kommuna         | Sandavágur   |      | 2009     | 1962       | 103         | Vágar          | Vágar                            | Sandavágur, Miðvágur, Slættanes, Vatnsoyrar |
| Vágs kommuna         | Vágur        |      | 1906     | 1330       | 21          | Suðuroy        | Suðuroy                          | Vágur, Nes |
| Vestmanna kommuna    | Vestmanna    |      | 1892     | 1166       | 52          | Norðurstreymoy | Streymoy                         | Vestmanna |
| Viðareiðis kommuna   | Viðareiði    |      | 1950     | 350        | 30          | Norðoyar       | Viðoy                            | Viðareiði |

## Tidligere kommuner
| Navn                                     | Adm.center    | Region         | Fra  | Til  |
| ---------------------------------------- | ------------- | -------------- | ---- | ---- |
| Argja kommuna                            | Argir         | Suðurstreymoy  | 1978 | 1997 |
| Bíggjar kommuna                          | Bøur          | Vágar          | 1915 | 2005 |
| Elduvíkar kommuna                        | Elduvík       | Eysturoy       | 1948 | 2005 |
| Eysturoyar prestagjalds kommuna          | Eiði          | Eysturoy       | 1872 | 2005 |
| Gjáar kommuna                            | Gjógv         | Eysturoy       | 1948 | 2005 |
| Gøtu kommuna                             | Norðragøta    | Eysturoy       | 1912 | 2009 |
| Fugloyar og Svínoyar kommuna             |               | Norðoyar       | 1913 | 1932 |
| Funnings kommuna                         | Funningur     | Eysturoy       | 1906 | 2009 |
| Haldarsvíkar kommuna                     | Haldarsvík    | Norðurstreymoy | 1944 | 2005 |
| Haldarsvíkar og Saksunar kommuna         | Haldarsvík    | Norðurstreymoy | 1913 | 1944 |
| Hests kommuna                            | Hestur        | Suðurstreymoy  | 1930 | 2005 |
| Hósvíkar kommuna                         | Hósvík        | Norðurstreymoy | 1954 | 2005 |
| Húsa kommuna                             |               |                |      | 2016 |
| Hvalvíkar kommuna                        | Hvalvík       | Norðurstreymoy | 1954 | 2005 |
| Kaldbaks kommuna                         | Kaldbak       | Suðurstreymoy  | 1930 | 1976 |
| Kirkjubøar kommuna                       | Kirkjubøur    | Suðurstreymoy  | 1930 | 2005 |
| Kollafjarðar kommuna                     | Kollafjørður  | Norðurstreymoy | 1913 | 2001 |
| Kunoyar, Mikladals og Húsa kommuna       |               | Norðoyar       | 1908 | 1931 |
| Leirvíkar kommuna                        | Leirvík       | Eysturoy       | 1918 | 2009 |
| Miðvágs kommuna                          | Miðvágur      | Vágar          | 1915 | 2009 |
| Mikladals kommuna                        | Mikladalur    | Norðoyar       | 1931 | 2005 |
| Mykinesar kommuna                        | Mykines       | Vágar          | 1911 | 2005 |
| Nes og Gøtu kommuna                      | Nes           | Eysturoy       | 1896 | 1912 |
| Nólsoyar kommuna                         | Nólsoy        | Suðurstreymoy  | 1876 | 2005 |
| Norðoya prestagjalds kommuna             |               | Norðoyar       | 1872 | 1908 |
| Norðstreymoyar prestagjalds kommuna      | Vestmanna     | Norðurstreymoy | 1872 | 1913 |
| Oyndarfjarðar kommuna                    | Oyndarfjørður | Eysturoy       | 1918 | 2005 |
| Saksunar kommuna                         | Saksun        | Norðurstreymoy | 1944 | 2005 |
| Suðurstreymoyar prestagjalds kommuna     | Tórshavn      | Suðurstreymoy  | 1872 | 1930 |
| Sandavágs kommuna                        | Sandavágur    | Vágar          | 1915 | 2009 |
| Sandoyar prestagjalds kommuna            | Sandur        | Sandoy         | 1872 | 1910 |
| Skála kommuna                            | Skáli         | Eysturoy       | 1952 | 2005 |
| Suðuroyar prestagjalds kommuna           |               | Suðuroy        | 1872 | 1908 |
| Svínoyar kommuna                         | Svínoy        | Norðoyar       | 1932 | 2009 |
| Tórshavnar uttanbíggja kommuna           | Argir         | Suðurstreymoy  | 1930 | 1978 |
| Vága prestagjalds kommuna                |               | Vágar          | 1872 | 1911 |
| Viðareiðis, Fugloyar og Svínoyar kommuna | Viðareiði     | Norðoyar       | 1908 | 1913 |